# Кадниково (Мамонтовський район)
Ка́дниково (рос. Кадниково) — село у складі Мамонтовського району Алтайського краю, Росія. Адміністративний центр та єдиний населений пункт Кадниковської сільської ради.

## Населення
Населення — 846 осіб (2010; 891 у 2002).
Національний склад (станом на 2002 рік):
- росіяни — 87 %